# 杨红兵
杨红兵（1967年1月20日—），中国女子曲棍球运动员。她曾代表中国参加2000年夏季奥林匹克运动会曲棍球比赛，获得第五名。她也参加了1990年和1994年两届亚洲运动会，共收获一枚银牌和一枚铜牌。